# Triklorfenol
Triklorfenoler är en grupp kemiska föreningar.

## Struktur
Triklorfenoler är klororganiska föreningar och fenoler där tre väteatomer har bytts ut mot tre kloratomer. Detta medför att det finns sex olika isomerer av triklorfenol.

Strukturformel för 2,3,4-triklorfenol.
Strukturformel för 2,3,5-triklorfenol.
Strukturformel för 2,3,6-triklorfenol.

Strukturformel för 2,4,5-triklorfenol.
Strukturformel för 2,4,6-triklorfenol.
Strukturformel för 3,4,5-triklorfenol.